# العلاقات الأوغندية الإسرائيلية
العلاقات الأوغندية الإسرائيلية هي العلاقات الثنائية التي تجمع بين أوغندا وإسرائيل.

## مقارنة بين البلدين
هذه مقارنة عامة ومرجعية للدولتين:
| وجه المقارنة                                              | أوغندا                            | إسرائيل                                                             |
| --------------------------------------------------------- | --------------------------------- | ------------------------------------------------------------------- |
| المساحة (كم2)                                             | 241.04 ألف                        | 20.77 ألف                                                           |
| عدد السكان (نسمة)                                         | 42.86 مليون                       | 8.89 مليون                                                          |
| الكثافة السكانية (ن./كم²)                                 | 177.81                            | 428.02                                                              |
| العاصمة                                                   | كامبالا                           | القدس                                                               |
| اللغة الرسمية                                             | اللغة الإنجليزية، اللغة السواحلية | اللغة العبرية، اللغة العربية                                        |
| العملة                                                    | شيلينغ أوغندي                     | شيكل إسرائيلي جديد، شيكل إسرائيلي قديم، جنيه فلسطيني، جنيه إسرائيلي |
| الناتج المحلي الإجمالي (بليون دولار)                      | 25.89 مليار                       | 350.85 مليار                                                        |
| الناتج المحلي الإجمالي (تعادل القوة الشرائية) بليون دولار | 72.25 مليار                       | 306.51 مليار                                                        |
| الناتج المحلي الإجمالي الاسمي للفرد دولار أمريكي          | 705                               | 35.73 ألف                                                           |
| الناتج المحلي الإجمالي للفرد دولار أمريكي                 | 1.77 ألف                          | 36.58 ألف                                                           |
| مؤشر التنمية البشرية                                      | 0.483                             | 0.899                                                               |
| رمز المكالمات الدولي                                      | +256                              | +972                                                                |
| رمز الإنترنت                                              | .ug                               | .il                                                                 |
| المنطقة الزمنية                                           | ت ع م+03:00                       | توقيت إسرائيل                                                       |

## مدن متوأمة
في ما يلي قائمة باتفاقيات التوأمة بين مدن أوغندية وإسرائيلية:
- ترتبط عنتيبي مع عسقلان باتفاقية توأمة منذ 1 مايو 2003.

## منظمات دولية مشتركة
يشترك البلدان في عضوية مجموعة من المنظمات الدولية، منها:
| علم المنظمة | اسم المنظمة                               | تاريخ انضمام أوغندا | تاريخ انضمام إسرائيل |
| ----------- | ----------------------------------------- | ------------------- | -------------------- |
|             | مؤسسة التنمية الدولية                     | 27 سبتمبر 1963      | 22 ديسمبر 1960       |
|             | الأمم المتحدة                             | 25 أكتوبر 1962      | 11 مايو 1949         |
|             | منظمة التجارة العالمية                    | ?                   | 21 أبريل 1995        |
|             | منظمة الشرطة الجنائية الدولية             | ?                   | ?                    |
|             | المركز الدولي لتسوية المنازعات الاستشارية | 14 أكتوبر 1966      | 22 يوليو 1983        |
|             | الاتحاد الدولي للاتصالات                  | 8 مارس 1963         | 24 يونيو 1948        |
|             | الفريق المعني برصد الأرض                  | ?                   | ?                    |
|             | البنك الدولي للإنشاء والتعمير             | 27 سبتمبر 1963      | 12 يوليو 1954        |
|             | الاتحاد البريدي العالمي                   | ?                   | ?                    |
|             | مؤسسة التمويل الدولية                     | 27 سبتمبر 1963      | 26 سبتمبر 1956       |
|             | وكالة ضمان الاستثمار متعدد الأطراف        | 10 يونيو 1992       | 21 مايو 1992         |
|             | يونسكو                                    | 9 نوفمبر 1962       | 16 سبتمبر 1949       |

## وصلات خارجية
- موقع وزارة الخارجية الأوغندية
- موقع وزارة الخارجية الإسرائيلية